# Außenrist
Als Außenrist oder Außenspann bezeichnet man die äußere (vom anderen Fuß weg gerichtete) Seite des menschlichen Mittelfußes. Die innere, zum anderen Fuß hin gerichtete Mittelfußseite bezeichnet man entsprechend als Innenrist oder Innenspann.
Der Begriff Außenrist findet weniger im Medizinischen, sondern mehr im Sport Verwendung. Besonders häufig spricht man im Fußball vom Außenrist, da einige Schuss- bzw. Passtechniken damit durchgeführt werden. Mit dem Außenrist kann der Ball durch Effet besonders elegant geschlenzt werden.
Beim Fußball werden manchmal vereinfachend die Begriffe Außenrist und Außenseite des Fußes unterschiedslos angewandt.  Tatsächlich jedoch verläuft die Außenseite des Fußes von der Zehenwurzel bis zur Knöchelgegend, während der Außenrist nur den äußeren Teil des Mittelfußes ab Zehenwurzel umfasst. Dementsprechend sind Außenseitstoß und Außenspannstoß verschiedene (Fußball-)Stoßarten. Analog gilt es für Innenrist und Innenseite des Fußes.
Auch in bestimmten Kampfsportdisziplinen, etwa im Taijiquan, spricht man von Tritten mit dem Außenrist. 